# Rudolf Fricke
Rudolf Fricke (* 27. Dezember 1899 in Braunschweig; † 31. Oktober 1981 ebenda) war ein deutscher Grafiker und Braunschweiger Heimatforscher.

## Leben
Der Sohn eines Posamentenmachers besuchte in Braunschweig die Oberrealschule Hintern Brüdern. Der anschließenden kaufmännischen Lehre bei der Firma Pfeiffer & Schmidt folgte ein Studium an der Braunschweiger Kunstgewerbe- und Handwerkerschule, der heutigen HBK, das Fricke mit dem Diplom als Maler und Grafiker abschloss. Künstlerisch wurde er insbesondere durch Günther Clausen geprägt. Fricke trat zum 1. August 1932 in die NSDAP ein (Mitgliedsnummer 1.248.274). Seit 1935 war er als Kulturreferent bei der Stadt Braunschweig beschäftigt. Er nahm am Zweiten Weltkrieg u. a. als Gefechtszeichner teil. Von 1942 bis zu seiner Entlassung 1945 war er als Kreisheimatpfleger tätig. Von 1958 bis zu seiner Pensionierung war er als Sammlungsverwalter am Braunschweigischen Landesmuseum angestellt. Fricke wurde 1977 mit dem Niedersächsischen Verdienstorden am Bande geehrt.
Sein künstlerisches Werk umfasst vor allem Federzeichnungen und Linolschnitte. Fricke war an der Wiederherstellung des zerstörten Braunschweiger Altstadtmarktbrunnens beteiligt. Aus seiner Tätigkeit als Braunschweiger Heimatforscher resultierten mehrere Publikationen zur Stadtgeschichte.

## Schriften (Auswahl)
- Braunschweiger Fachwerk. Eine hölzerne Kunst- und Kulturgeschichte aus drei Jahrhunderten. Appelhans, Braunschweig o. J. (ca. 1940).
- Die eisern Luchtenmacher: Klempner-, Installateur-, Kupferschmiede- und Zentralheizungsbauer-Innung, Braunschweig 1951.
- Das Bürgerhaus in Braunschweig, Tübingen 1975.